# Nanami Hashimoto
Nanami Hashimoto (橋本 奈々未, Hashimoto Nanami), née le 20 février 1993 à la Hokkaidō, est une chanteuse, mannequin et idole japonaise, membre du groupe féminin japonais Nogizaka46 de 2011 à 2017.

## Biographie
Elle débute avec Nogizaka46 en 2011. En 2013, elle a joué dans le drama Bad Boys J. En 2015, elle devient un modèle exclusif du magazine de mode japonais CanCam avec Sayuri Matsumura. Le 28 août 2015, elle sort son premier photobook "Yasashii Toge" qui se classe 1er à l'Oricon et se vend à 21 000 exemplaires la première semaine. Hashimoto est sélectionnée pour la première fois comme membre centrale de la chorégraphie d'un single du groupe pour Sayonara no Imi, le 16e single des Nogizaka46, qui sortira le 9 novembre 2016. Le 20 octobre 2016, elle annonce son départ du groupe ainsi que sa retraite de l'industrie du divertissement.

## Discographie en groupe

### Avec Nogizaka46
| #       | Date de sortie   | Titre                         | Titre original         | A participé aux chansons                                                                          |
| Albums  | Albums           | Albums                        | Albums                 | Albums                                                                                            |
| ------- | ---------------- | ----------------------------- | ---------------------- | ------------------------------------------------------------------------------------------------- |
| 1       | 7 janvier 2015   | Tōmei na Iro                  | 透明な色               | Kakumei no Uma Boku ga Iru Basho                                                                  |
| 2       | 25 mai 2016      | Sorezore no Isu               | それぞれの椅子         | Kikkake Taiyō ni Kudokarete Kūkikan                                                               |
| Singles |                  |                               |                        |                                                                                                   |
| 1       | 22 février 2012  | Guru Guru Curtain             | ぐるぐるカーテン       | Guru Guru Curtain Nogizaka no Uta Aitakatta Kamoshirenai Ushinaitakunai Kara Shiroi Kumo ni Notte |
| 2       | 2 mai 2012       | Oide Shampoo                  | おいでシャンプー       | Oide Shampoo Kokoro no Kusuri Gūzen o Iiwake ni Shite House!                                      |
| 3       | 22 août 2012     | Hashire! Bicycle              | 走れ! Bicycle          | Hashire! Bicyle Sekkachi na Katatsumuri Hito wa Naze Hashiru no ka? Oto ga Denai Guitar           |
| 4       | 19 décembre 2012 | Seifuku no Mannequin          | 制服のマネキン         | Seifuku no Mannequin Yubi Bōenkyō (Animation Edition)                                             |
| 5       | 13 mars 2013     | Kimi no Na wa Kibō            | 君の名は希望           | Kimi no Na wa Kibō Shakiiism Romantic Ikayaki Dekopin                                             |
| 6       | 3 juillet 2013   | Girl's Rule                   | ガールズルール         | Girl's Rule Sekai de Ichiban Kodoku na Lover Ningen to iu Gakki                                   |
| 7       | 27 novembre 2013 | Barrette                      | バレッタ               | Barrette Tsuki no Ōkisa Sonna Baka na... Yasashisa to wa Tsuki no Ōkisa(Animation Edition)        |
| 8       | 2 avril 2014     | Kizuitara Kataomoi            | 気づいたら片思い       | Kizuitara Kataomoi Romance no Start Toiki no Method Kodoku Kyōdai                                 |
| 9       | 9 juillet 2014   | Natsu no Free & Easy          | 夏のFree&Easy          | Natsu no Free & Easy Sono Saki no Deguchi                                                         |
| 10      | 8 octobre 2014   | Nandome no Aozora ka?         | 何度目の青空か？       | Nandome no Aozora ka? Tender days                                                                 |
| 11      | 18 mars 2015     | Inochi wa Utsukushii          | 命は美しい             | Inochi wa Utsukushii Tachinaori Chū                                                               |
| 12      | 22 juillet 2015  | Taiyō Knock                   | 太陽ノック             | Taiyō Knock Sakanatachi no Love Song Hane no Kioku                                                |
| 13      | 28 octobre 2015  | Ima, Hanashitai Dareka ga Iru | 今、話したい誰かがいる | Ima, Hanashitai Dareka ga Iru Popipappapā Kanashimi no Wasurekata                                 |
| 14      | 23 mars 2016     | Harujion ga Sakukoro          | ハルジオンが咲く頃     | Harujion ga Sakukoro Kyūshamen                                                                    |
| 15      | 27 juillet 2016  | Hadashi de Summer             | 裸足でSummer           | Hadashi de Summer Boku Dake no Hikari                                                             |
| 16      | 9 novembre 2016  | Sayonara no Imi               | サヨナラの意味         | Sayonara no Imi                                                                                   |

### Avec Mayuzaka46
- Twin Tail wa Mou Shinai (25 juillet 2012)

## Filmographie
Dramas
- 2013 - Bad Boys J: Yumi Yoshimoto[8]
- 2013 - Summer Nude: Kiyoko Ishikari[9]
- 2013 - Love Riron[10]
- 2015 - Hatsumori Bemars: Marukyū[11]
- 2015 - Hana Moyu[12]

Cinéma
- 2014 - Bad Boys J: Saigo ni Mamoru Mono: Kumi Yoshimoto[13]
- 2014 - Chōnōryoku Kenkyūbu no 3-nin: Azumi Kogure[14]

## Shows
- 2014 Girls Award 2014 S/S[15]
- 2014 Girls Award 2014 A/W[16]
- 2015 Girls Award 2015 S/S[17]
- 2016 Tokyo Girls Collection 2016 S/S[18]
- 2016 Girls Award 2016 S/S[19]
- 2016 Tokyo Girls Collection 2016 A/W[20]
- 2016 Girls Award 2016 A/W[21]
- TGC Kitakyushu 2016 by Tokyo Girls Collection[22]

## Divers
Photobooks
1. 28 août 2015 - Yasashii Toge[23]